# Verwaltungsgemeinschaft Großpostwitz-Obergurig
Die Verwaltungsgemeinschaft Großpostwitz-Obergurig, obersorbisch Zarjadniske zhromadźenstwo Budestecy-Hornja Hórka, ist eine Verwaltungsgemeinschaft im Freistaat Sachsen im Landkreis Bautzen. Sie liegt im Südosten des Landkreises, zirka fünf Kilometer südlich der Stadt Bautzen. Sie liegt am Nordrand des Oberlausitzer Berglandes. Durch Großpostwitz verläuft die Bundesstraße 96.

## Die Gemeinden mit ihren Ortsteilen
- Großpostwitz mit den Ortsteilen Berge (obersorbisch Zahor), Binnewitz (Bónjecy), Cosul (Kózły), Ebendörfel (Bělšecy), Eulowitz (Jiłocy), Großpostwitz (Budestecy), Klein Kunitz (Chójnička), Mehltheuer (Lubjenc), Rascha (Rašow) und Denkwitz (Dźenikecy)
- Obergurig mit den Ortsteilen Obergurig (Hornja Hórka), Singwitz (Dźěžnikecy), Schwarznaußlitz (Čorne Noslicy), Mönchswalde (Mnišonc), Großdöbschütz (Debsecy), Kleindöbschütz (Małe Debsecy), Lehn (Lejno) und der Ortslage Blumental

### Organisation
In Großpostwitz befindet sich das Verwaltungszentrum der Gemeinschaft mit Sitz des hauptamtlichen Bürgermeisters im Gebäude des ehemaligen Bahnhofs. Obergurig verfügt über eine Zweigstelle mit Sitz des ehrenamtlichen Bürgermeisters.